# 谷口和洋
谷口 和洋（たにぐち かずひろ、1995年2月5日 - ）は、ジャパンラグビーリーグワンクボタスピアーズ船橋・東京ベイに所属するラグビー選手。

## プロフィール
- 大阪府出身[1]。
- ポジションはスクラムハーフ(SH)。
- 身長 163 cm、体重 72 kg

## 来歴
2013年、都島工業高校卒業後、天理大学に入る。
2017年、天理大学卒業後、クボタスピアーズ(現・クボタスピアーズ船橋・東京ベイ)に加入。同年12月10日に行われたジャパンラグビートップリーグ第11節の東芝ブレイブルーパス戦に途中出場で公式戦初出場を果たす。